# Prim Wagstaff
În teoria numerelor, un număr prim Wagstaff este un număr prim de formă
{\displaystyle {{2^{p}+1} \over 3}}
unde p is un număr prim impar. Numerele prime Wagstaff au fost numite după matematicianul Samuel S. Wagstaff Jr.. Website-ul Prime Pages îl menționează pe François Morain că le-a denumit astfel într-o prelegere la conferința Eurocrypt 1990. Numerele prime Wagstaff apar în noua conjectură Mersenne și au aplicații în criptografie.

## Exemple
Primele trei numere prime Wagstaff sunt 3, 11 și 43 deoarece
{\displaystyle {\begin{aligned}3&={2^{3}+1 \over 3},\\[5pt]11&={2^{5}+1 \over 3},\\[5pt]43&={2^{7}+1 \over 3}.\end{aligned}}}

## Numerele prime Wagstaff cunoscute
Primele numere prime Wagstaff sunt:
3, 11, 43, 683, 2731, 43691, 174763, 2796203, 715827883, 2932031007403, 768614336404564651, …
În iunie 2021 exponenții cunoscuți care produc numere prime sau probabil prime Wagstaff erau:
3, 5, 7, 11, 13, 17, 19, 23, 31, 43, 61, 79, 101, 127, 167, 191, 199, 313, 347, 701, 1709, 2617, 3539, 5807, 10501, 10691, 11279, 12391, 14479, 42737, 83339, (cunoscuți că produc prime)
95369, 117239, 127031, 138937, 141079, 267017, 269987, 374321, 986191, 4031399, …, 13347311, 13372531, 15135397 (probabil că produc prime).
În februarie 2010 Tony Reix a descoperit numărul probabil prim Wagstaff:
{\displaystyle {\frac {2^{4031399}+1}{3}}}
care are 1 213 572 cifre și era al treilea dintre cele mai mari probabil prime descoperite pnă la acea dată.
În septembrie 2013 Ryan Propper a anunțat descoperirea a încă două numere probabil prime Wagstaff:
{\displaystyle {\frac {2^{13347311}+1}{3}}}
și
{\displaystyle {\frac {2^{13372531}+1}{3}}}
Fiecare are puțin peste 4 milioane de cifre zecimale. Nu se știe dacă vreun exponent între 4 031 399 și 13 347 311 produce numere pobabil prime Wagstaff.
În iunie 2021, Ryan Propper a anunțat descoperirea numărului probabil prim Wagstaff:
{\displaystyle {\frac {2^{15135397}+1}{3}}}
care are peste 4,5 milioane de zecimale.